# Pader
Il fiume Pader è un affluente del Reno e ha una lunghezza di circa 4 chilometri. Si trova nel Nord-Ovest della Germania. Esso è considerato uno dei fiumi più corti del Paese. Scorre in tutta la sua lunghezza entro la città di Paderborn.

## Nome
Il significato e l'origine del nome di Pader, da cui il nome della città di Paderborn, in sé non è chiaro. Si pensa però voglia dire "percorso" o "acqua".